# Malgovik
Malgovik (sydsamiska: Malkoemahkie) är en by och småort vid sjön Malgomaj i Vilhelmina distrikt (Vilhelmina socken) i Vilhelmina kommun, Västerbottens län (Lappland). Den 13 december 1941 sattes svenskt köldrekord nära Malgovik när -53°C uppmättes på en privat termometer. Termometern godkändes av SMHI efter kontroll, men efter en mätning i Vuoggatjålme1966 som gav -52,6°C förlorade de rekordet eftersom felmarginalen är större på det uppmätta värdet från 1941.

## Befolkningsutveckling
| Befolkningsutvecklingen i Malgovik 1990–2015 | Befolkningsutvecklingen i Malgovik 1990–2015 | Befolkningsutvecklingen i Malgovik 1990–2015 | Befolkningsutvecklingen i Malgovik 1990–2015 | Befolkningsutvecklingen i Malgovik 1990–2015 |
| -------------------------------------------- | -------------------------------------------- | -------------------------------------------- | -------------------------------------------- | -------------------------------------------- |
|                                              |                                              |                                              |                                              |                                              |
| År                                           |                                              |                                              | Folkmängd                                    | Areal (ha)                                   |
| 1990                                         | 1990                                         |                                              | 153                                          | 40#                                          |
| 1995                                         | 1995                                         |                                              | 156                                          | 46#                                          |
| 2000                                         | 2000                                         |                                              | 151                                          | 46#                                          |
| 2005                                         | 2005                                         |                                              | 136                                          | 46#                                          |
| 2010                                         | 2010                                         |                                              | 128                                          | 59#                                          |
| 2015                                         | 2015                                         |                                              | 162                                          | 85#                                          |
| Anm.: # Som småort.                          |                                              |                                              |                                              |                                              |